# Diocesi di Ourinhos
La diocesi di Ourinhos (in latino Dioecesis Parvauratana) è una sede della Chiesa cattolica in Brasile suffraganea dell'arcidiocesi di Botucatu. Nel 2021 contava 270.960 battezzati su 377.268 abitanti. È retta dal vescovo Eduardo Vieira dos Santos.

## Territorio
La diocesi comprende 23 comuni dello stato brasiliano di San Paolo: Ourinhos, Alvinlândia, Bernardino de Campos, Canitar, Chavantes, Espírito Santo do Turvo, Fartura, Ibirarema, Ipaussu, Lupércio, Manduri, Ocauçu, Óleo, Piraju, Ribeirão do Sul, Salto Grande, Santa Cruz do Rio Pardo, São Pedro do Turvo, Sarutaiá, Taguaí, Tejupá, Timburi e Ubirajara.
Sede vescovile è la città di Ourinhos, dove si trova la cattedrale del Buon Gesù.
Il territorio si estende su una superficie di 7.104 km² ed è suddiviso in 43 parrocchie.

## Storia
La diocesi è stata eretta il 30 dicembre 1998 con la bolla Ad aptius consulendum di papa Giovanni Paolo II, ricavandone il territorio dall'arcidiocesi di Botucatu e dalle diocesi di Assis e di Itapeva.

## Cronotassi dei vescovi
Si omettono i periodi di sede vacante non superiori ai 2 anni o non storicamente accertati.
- Salvatore Paruzzo (30 dicembre 1998 - 19 maggio 2021 ritirato)
- Eduardo Vieira dos Santos, dal 19 maggio 2021

## Statistiche
La diocesi nel 2021 su una popolazione di 377.268 persone contava 270.960 battezzati, corrispondenti al 71,8% del totale.
| anno | popolazione | popolazione | popolazione | presbiteri | presbiteri | presbiteri | presbiteri                | diaconi | religiosi | religiosi | parrocchie |
| anno | battezzati  | totale      | %           | numero     | secolari   | regolari   | battezzati per presbitero | diaconi | uomini    | donne     | parrocchie |
| ---- | ----------- | ----------- | ----------- | ---------- | ---------- | ---------- | ------------------------- | ------- | --------- | --------- | ---------- |
| 2000 | 270.000     | 300.000     | 90,0        | 38         | 13         | 25         | 7.105                     |         | 43        | 62        | 29         |
| 2001 | 264.000     | 292.602     | 90,2        | 41         | 14         | 27         | 6.439                     |         | 42        | 66        | 29         |
| 2002 | 147.305     | 294.610     | 50,0        | 42         | 15         | 27         | 3.507                     |         | 38        | 65        | 30         |
| 2004 | 147.305     | 294.610     | 50,0        | 39         | 16         | 23         | 3.777                     |         | 34        | 65        | 30         |
| 2013 | 300.300     | 345.000     | 87,0        | 49         | 22         | 27         | 6.128                     | 10      | 45        | 66        | 36         |
| 2016 | 307.500     | 353.000     | 87,1        | 49         | 21         | 28         | 6.275                     | 10      | 43        | 34        | 41         |
| 2019 | 296.350     | 341.234     | 86,8        | 50         | 25         | 25         | 5.927                     | 9       | 30        | 55        | 43         |
| 2021 | 270.960     | 377.268     | 71,8        | 55         | 28         | 27         | 4.926                     | 9       | 29        | 53        | 43         |